# 稚暉橋
稚暉橋是台灣一座橫跨大沙溪的公路橋樑，其名稚暉橋係以吳稚暉先生命名的。屬於台8線的一部份。就行政區域而言屬花蓮縣秀林鄉，東端可通往花蓮縣；西端通往南投縣與台中市，是中部橫貫公路及太魯閣精華段，此為中途聯絡兩地的重要橋樑之一，也是中部橫貫公路中途可供休息食宿的地點之一。此外，在稚暉橋下可見大沙溪與立霧溪在此匯集成之立霧溪中段，旁邊橋樑則是通往祥德寺的普渡橋。
稚暉橋於1959年1月興建竣工，使用與法國艾菲爾鐵塔相同的鋼材建成鋼樑式橋體。目前第二代橋體其設計採用上拱式鋼構箱型樑結構，長度71公尺，橋頭採用當地石材大理岩製作橋名牌。此後新設計成的第二代雙車道及雙路肩行人道規劃，避免人車爭道影響旅遊及行車安全，並於1996年5月竣工，目前橋體顏色由原本竣工的紅色轉為接近當地大理石的灰白色。

## 基本資料
- 橋身全長：71公尺。[2]
- 橋面寬：大約8.4公尺。[3][4]
- 橋身架構：屬於拱橋。橋面以上拱式鋼構箱型樑結構組成。
- 公路所屬：台8線

## 地理

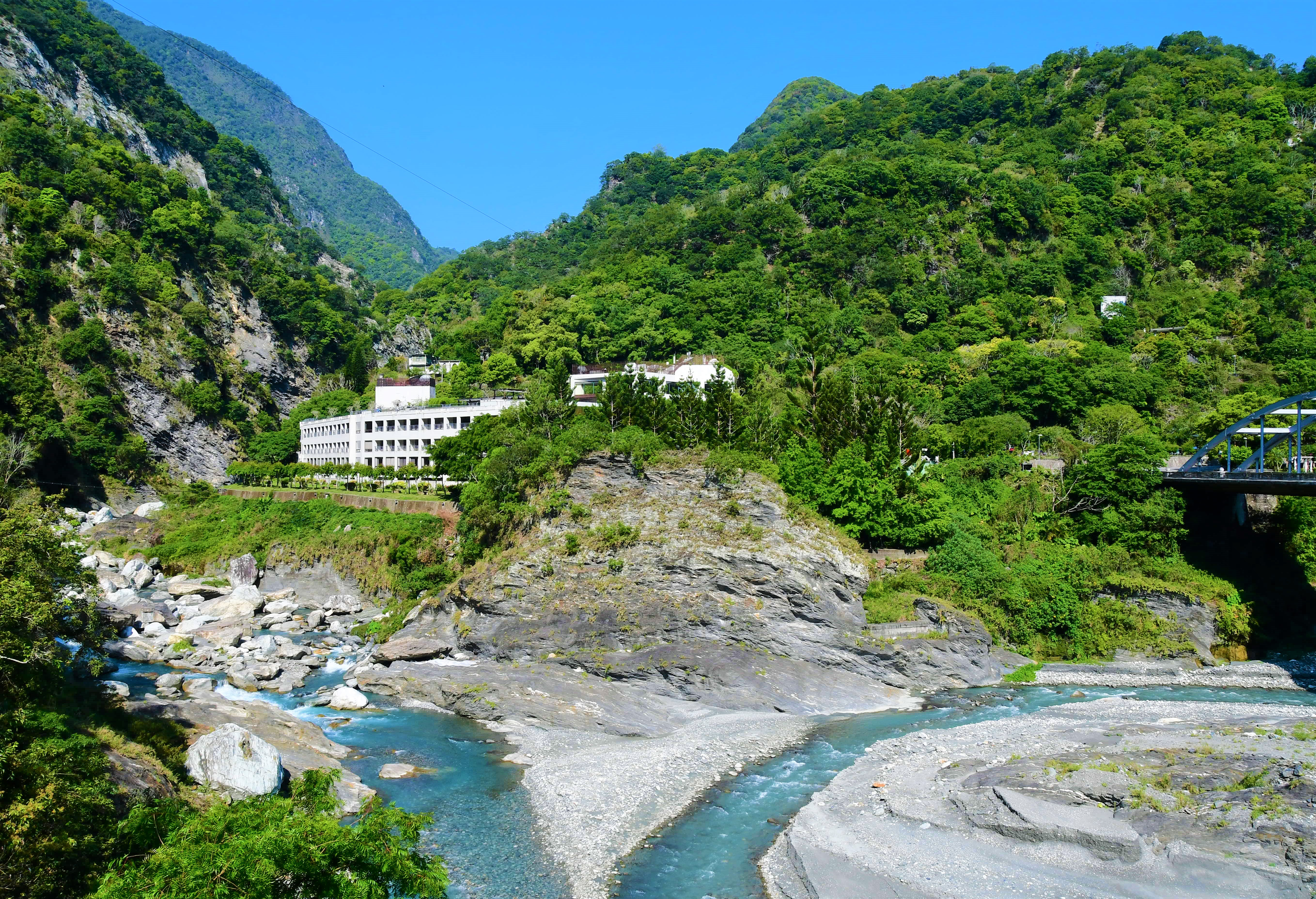
立霧溪（左）與大沙溪（右）所形成的交會點。

稚暉橋位於台8線167k+498處，為溝通東勢與新城兩縣市之中部橫貫公路連通橋之一。由台8線終點（新城端）往西過稚暉橋後即為天祥，座落於台8線大沙溪上，大沙溪由此注入一旁與之交會的主流立霧溪形成支流入注交匯點。

## 歷史

### 興建歷程
稚暉橋於1959年1月竣工，至今2024年有65年的歷史之久。民國47年(1958)中部橫貫公路的開通，時任行政院政務委員的蔣經國先生召開籌建天祥風景區座談會，隔年始竣工於目前所處之地，為第一代稚暉橋。當時計畫使用與法國艾菲爾鐵塔相同的鋼材，而艾菲爾公司原委請德國打造完成一批鋼材，但因民國43年(1954)發生的越戰而無法順利運達，先是轉運送到泰國，幾經波折再飄洋過海到臺灣，最後成為中橫公路上的橋梁。
第二代稚暉橋於1996年5月1日竣工，橋面上的上拱橋型結構與第一代略有不同，並分別新設計成雙車道及雙路肩行人道規劃，避免人車爭道影響旅遊及行車安全。初始的上拱式鋼構箱型樑結構顏色為紅色，目前橋體結構顏色則是改為接近當地大理石灰白色。

## 圖片集

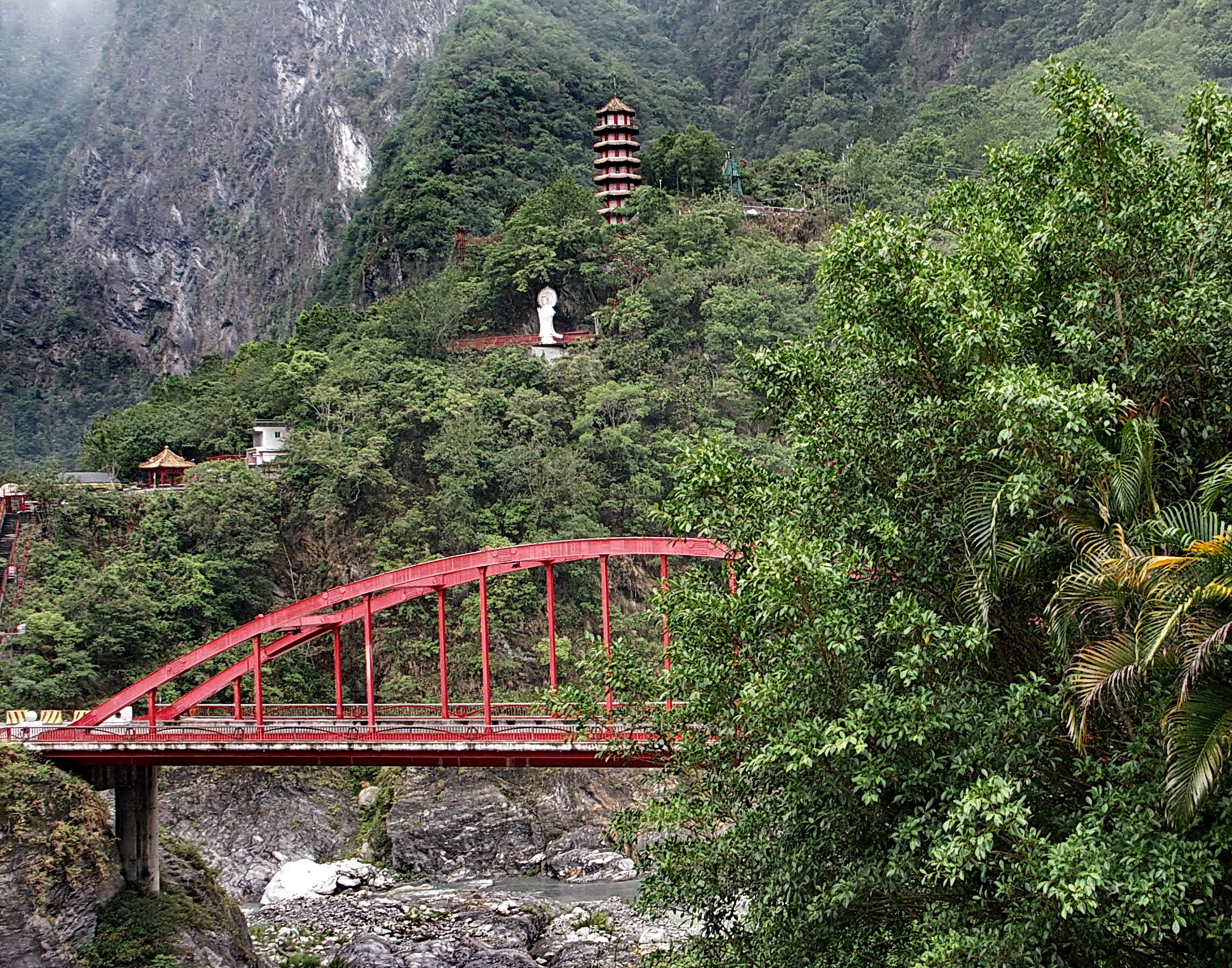
第二代初始顏色的稚暉橋。
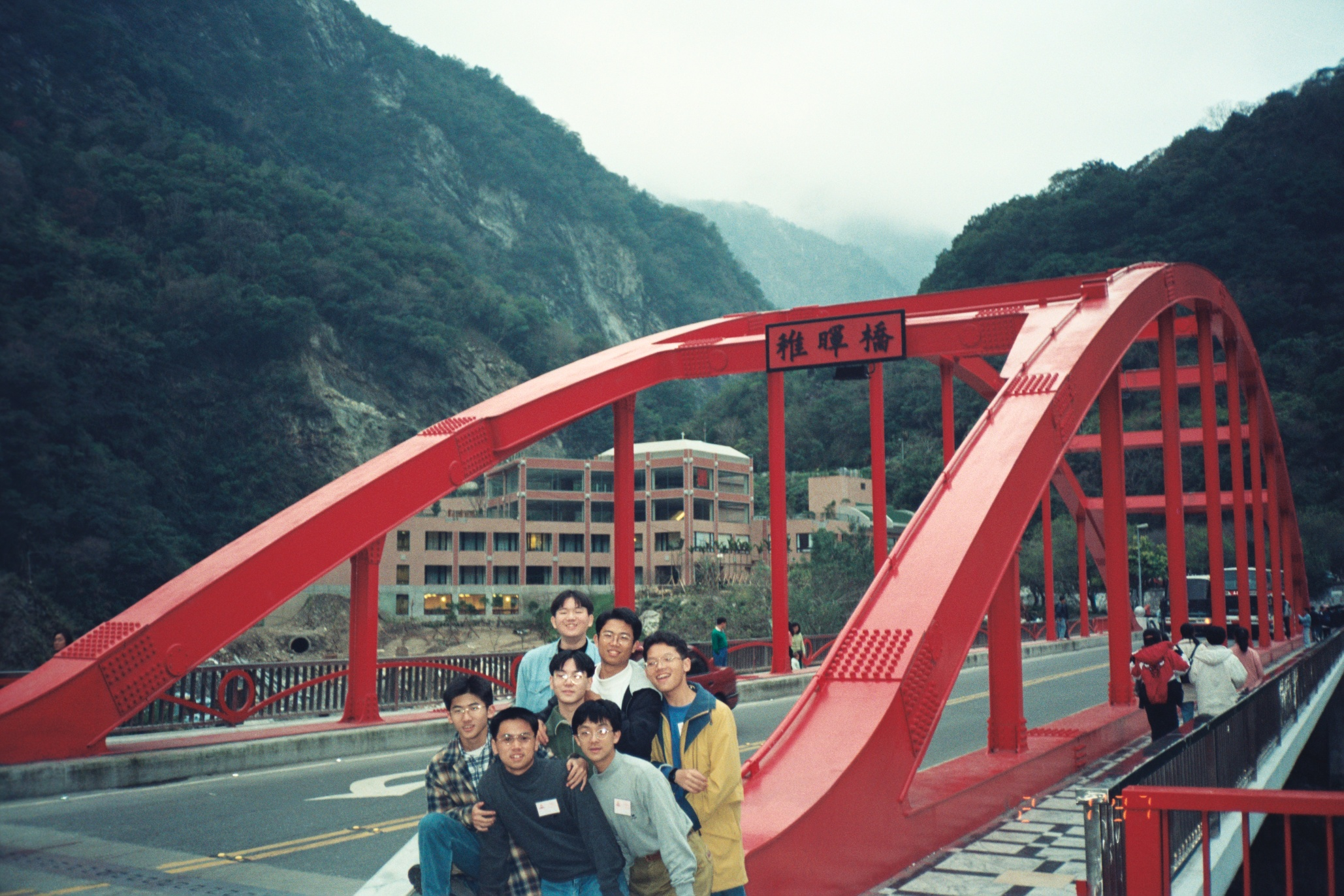
一群男孩在第二代初始顏色的稚暉橋前合影。
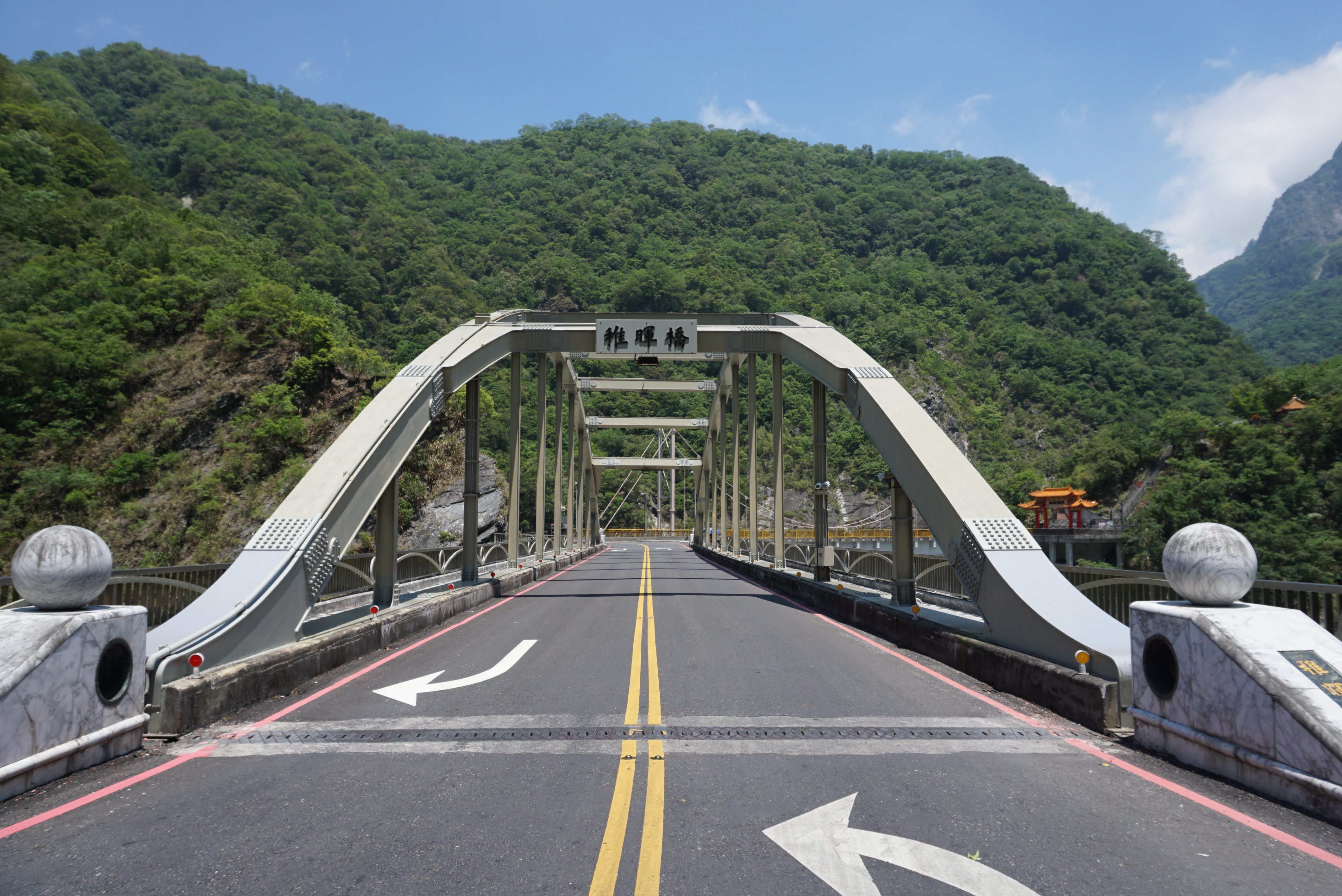
由稚暉橋西端面向東，其後吊橋為通往祥德寺之普渡橋。攝於2015年。
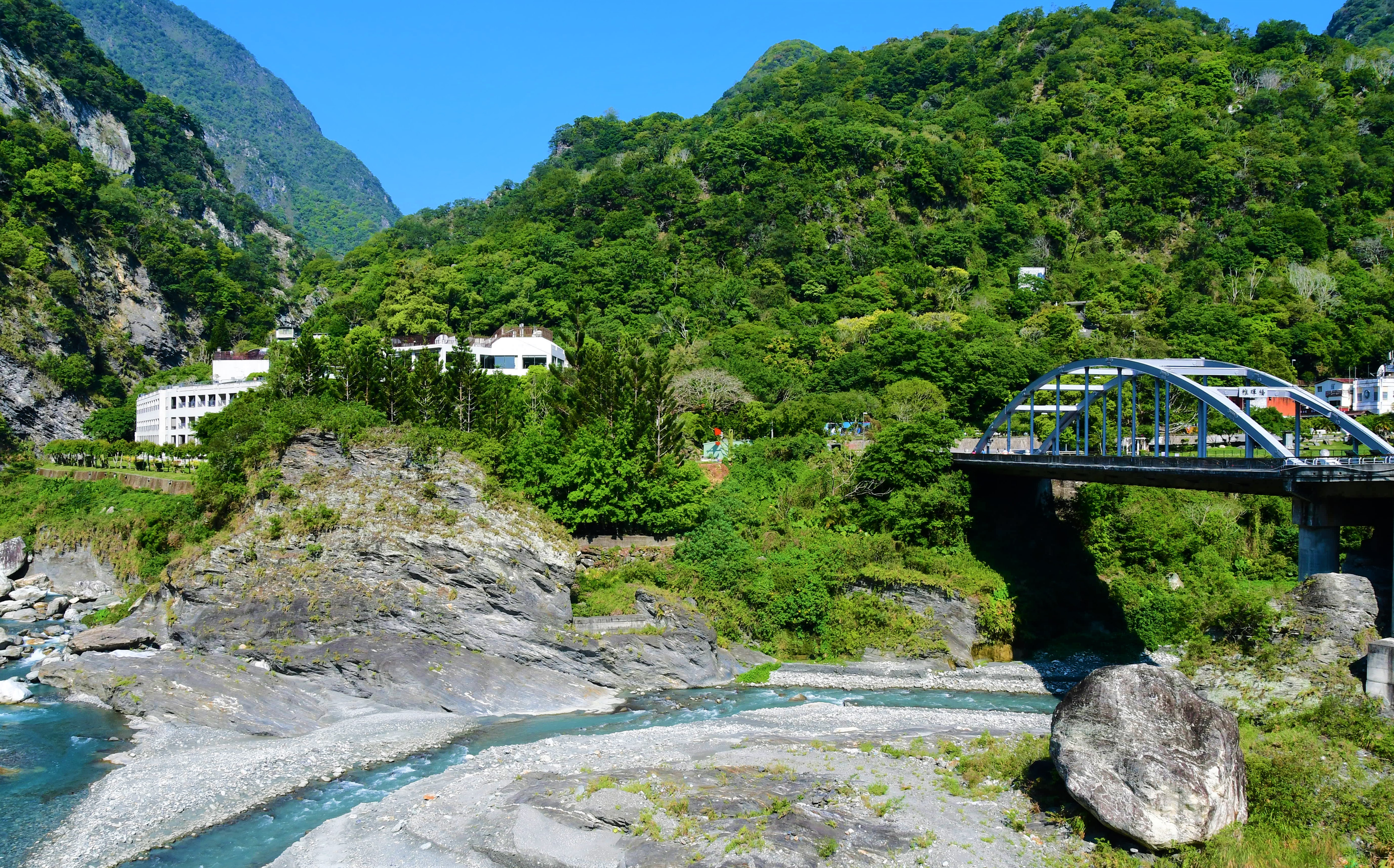
在普渡橋遠眺台8線上的稚暉橋，其左為太魯閣晶英酒店。

## 外部聯結
- 维基共享资源上的相關多媒體資源：稚暉橋